# Banchus robustus
Banchus robustus là một loài tò vò trong họ Ichneumonidae.